# 小川翔太
小川 翔太（おがわ しょうた、1998年11月29日 - ）は、日本のレスリンググレコローマンスタイルの選手。大阪府出身。階級は55kg級。身長163cm。

## 来歴
大淀中学2年の時に全国中学生選手権フリースタイル38kg級で3位になった。3年の時にはグレコローマンのJOC杯カデットの部42kg級で優勝した。霞ヶ浦高校へ進むと、2年の時には全国高校生グレコローマン選手権と国体少年の部50kg級で優勝した。
日本体育大学1年の時には全日本選手権55kg級で2位になった。2年の時には全日本選抜選手権で2位、全日本選手権では3位だった。一方、JOC杯ジュニアの部、全日本学生選手権及び全日本大学グレコローマン選手権で優勝するも、世界ジュニアで8位、U-23世界選手権では5位にとどまった。3年の時には全日本選抜選手権で優勝すると、その後のプレーオフにも勝利して、非オリンピック階級である55kg級の世界選手権代表に選出された。世界選手権では準決勝でジョージアの選手に敗れるも、3位決定戦で中国の選手にテクニカルフォール勝ちして3位になった。この際に、何度も両拳を握って絶叫するなど喜びをあからさまに表現した。「海外では初のメダルだったので、すごくうれしかった」からだという。U-23世界選手権では優勝を果たした。

## 主な戦績
- 2012年 -　全国中学生選手権　3位（38kg級）
- 2013年 -　JOC杯カデットの部　優勝（42kg級）
- 2013年 -　世界カデット選手権　12位（42kg級）
- 2014年 -　JOC杯カデットの部　2位（46kg級）
- 2014年 -　国体　少年の部　3位

50kg級での戦績
- 2015年 -　全国高校生グレコローマン選手権　優勝
- 2015年 -　世界カデット選手権　13位
- 2015年 -　国体　少年の部　優勝

55kg級での戦績
- 2016年 -　全国高校生グレコローマン選手権　3位
- 2016年 -　国体　少年の部　3位
- 2017年 -　全日本選手権　2位
- 2018年 -　JOC杯ジュニアの部　優勝
- 2018年 -　全日本選抜選手権　2位
- 2018年 -　全日本学生選手権　優勝
- 2018年 -　世界ジュニア　8位
- 2018年 -　国体　成年の部　3位（60kg級）
- 2018年 -　全日本大学グレコローマン選手権　優勝
- 2018年 -　U-23世界選手権　5位
- 2018年 -　全日本選手権　3位
- 2019年 -　全日本選抜選手権　優勝
- 2019年 -　世界選手権　3位
- 2019年 -　U-23世界選手権　優勝

（出典）